# Herkules (sång)
Herkules är en låt av det svenska proggbandet Hoola Bandoola Band, skriven av medlemmen Mikael Wiehe. Låten 
var släppt på albumet Vem kan man lita på? från 1972. "Herkules" är öppningslåt på liveskivan …för dom som kommer sen. Den är också med på samlingsalbumet Hoola Bandoola Band 1971 - 1976.